# كاري (فلم 2013)
كاري (بالإنجليزية: Carrie) فيلم رعب أعيد إنتاجه عام 2013 من بطولة كلوي موريتز (كاري وايت ) وجوليان مور التي قامت بدور والدتها. الفيلم مقتبس عن رواية لستيفن كينج تم نشرها عام 1974م وتحولت إلى فيلم عام 1976م من بطولة سيسي سباسيك وبيبر لوري وجون ترافولتا.

## طاقم التمثيل
- كلوي موريتز
- جوليان مور

## القصة
فتاة مراهقة تدعى كاري، تعيش حياة تعيسة، فهي وحيدة وتتعرض للإهانة والتخويف في المدرسة، كما تتعرض لتعنيف من قبل والدتها، تمتلك قوة خارقة تمكنها من تحريك الأشياء بمجرد التفكير الذهني فيها، فتسعى للانتقام من كل شخص أهانها.
تختلف نهاية الفيلم من نسخه لأخرى . هذا الفيلم هو إعادة إنتاج لفيلم كاري الذي تم عرضه في سنة 1976.

## الميزانية والإيرادات
بلغت تكلفة إنتاج الفيلم حوالي 30 مليون دولار وحقق في أول إسبوع 16,101,552 دولار وبلغت مجمل عائداته 34,050,775 دولار

## روابط خارجية
- مقالات تستعمل روابط فنية بلا صلة مع ويكي بيانات